# Panthalassa
Panthalassa (gr. Πᾶνθάλασσα, Wszechmorze) – rozległy ocean, istniejący w paleozoiku i mezozoiku. Był w tych erach największym zbiornikiem wodnym na Ziemi, zajmując kilkukrotnie niemal całą półkulę planety. Pod koniec ery paleozoicznej i we wczesnym mezozoiku otaczał superkontynent Pangei. Jego pozostałością i dzisiejszym odpowiednikiem jest Ocean Spokojny, dlatego też Panthalassę określa się czasem Paleo-Pacyfikiem.

## Powstanie oceanu
Około 750 milionów lat temu, w neoproterozoiku, wielki ryft rozerwał superkontynent Rodinii na dwie części, otwierając nowy ocean. Ryft przebiegał w kierunku północno-wschodnim i początkowo Panthalassa miała kształt klina rozszerzającego się ku północy. Wraz z zamknięciem się istniejącego wcześniej Oceanu Panafrykańskiego stała się dominującym oceanem na Ziemi.

## Paleozoik
Na początku paleozoiku Panthalassa zajmowała większą część półkuli północnej, podczas gdy kontynenty były skupione wokół bieguna południowego. Kolejne zdarzenia tektoniczne zmieniały układ i liczbę kontynentów, zaznaczał się też ich ruch na północ.
W karbonie utworzyła się Pangea, a Panthalassa znalazła się na półkuli zachodniej. Zanikający ocean Prototetyda łączył się z nią na wschodzie, a położoną na południe od niego Paleotetydę oddzielały od Panthalassy dwa małe kontynenty północnych i południowych Chin.

## Mezozoik
W triasie Panthalassa obejmowała większą część półkuli zachodniej, na wschodzie łącząc się z klinowatym Oceanem Tetydy. Rozpad Pangei w okresie jurajskim przyczynił się do powstania współczesnych oceanów - Atlantyckiego i Indyjskiego. Jednocześnie rozpoczął się proces zamykania Tetydy. W jurze powstały także najstarsze zachowane do dziś fragmenty skorupy oceanicznej, znajdujące się w zachodniej części Pacyfiku. Od tego czasu największy ocean Ziemi nazywa się Pacyfikiem.
W przypadku Panthalassy nie można mówić o zaniknięciu oceanu, jako że nigdy nie doszło do jego zamknięcia przez dryf kontynentów. Jednak jego dno oceaniczne zostało zniszczone przez proces subdukcji. Płyty tektoniczne: Nazca, kokosowa i Juan de Fuca są fragmentami dawnej płyty Farallon, tworzącej dno wschodniej części Panthalassy.